# ОРК Београд
Омладински рукометни клуб Београд је рукометни клуб из Београда основан 1948. као рукометни клуб Металац у оквиру спортског друштва Металац.

## Историја

### РК Металац 1948—1949.
Покушај Карла Черића рукометног и фудбалског тренера из Загреба, да обучи атлетичарке Спортског Клуба Металац основним елементима рукомета доживљавају неуспех. Черић је тражио потпуно неприхватљиве услове да остане у овој секцији, које није могао да добије па се враћа у Загреб. Исте године и Михајло Ђулизибарић покушава да оформи секцију рукомета при истом клубу, али и тај покушај пропада. Екипа је у то време одиграла само једну утакмицу и то против екипе Триглава коју је изгубила.

### РК БСК 1958—1961.
Женска рукометна екипа БСК-а основана 1958. године је само 15 дана по оснивању, тачније 10 априла, одиграла своју прву званичну утакмицу против екипе београдског Железничара. Противници су победили са 15-11. У јесен те године, БСК осваја прво место на првенству Београда. Само неколико недеља касније, у клуб стижу три врсне играчице, које ће касније постати легенде српског рукомета: Мира Јасић, Милица Ђуран-Ђорђевић, и Радмила Драгосавац.Тада се на клупи БСК-а налазио Миодраг Георгијевић, али га врло брзо мења проф. Јездимир Станковић.
Под његовом диригентском палицом БСК 28. јуна 1959. године постаје члан нашег најелитнијег друштва – Прве савезне лиге. Куриозитет везан за ову екипу је да су биле најмлађе чланице прве лиге (све су биле средњошколке). То ће професору Станковићу касније постати и пракса.
У следећој првенственој сезони 1959-60 БСК осваја четврто место од осам екипа у Првој лиги. Девојке су своје утакмице играле на теренима Шесте Београдске гимназије, а касније на Ташмајдану, на шљакастом терену што је у оно време било уобичајно. Током сезоне из Вировитице враћа се Јелена Генчић, а у клуб стиже Радмила Радуновић-Марковић и Зорица Антић.
Рукометашице БСК-а су у то време биле много успешније у гостима него на свом терену. Игре ових девојака нису остале незапажене, те се исте сезоне репрезентацији Југославије прикључују Хилда Колар, Мира Јасић и Радмила Драгосавац.
Следећа сезона 1960-61 донела је највећи тријумф екипи БСК-а у првенстви Југославије у лиги од десет клубова. Београђанке су тада претекле непобедиви Спартак, локомотиву, Трешњевку, Слободу, Графичар, осијечку Слободу и Славију. Екипа је те године срушила рекорд од 125 постигнутих голова, те сезоне РК БСК је постигао рекордних 168 погодака, а најбољи стрелац је била Мира Јасић.
У септембру 1961 екипа БСК-а мења име у ОРК Београд и са освојеним првим местом има право да се такмичи у Купу шампионаЕвропе, само сада са новим именом. То је била прва наша екипа која је изашла на европску рукометну сцену.

### ОРК Београд 1961—данас
У Купу Шампиона Европе 1961 године рукометашице ОРК Београда замало да тријумфују. У томе их је зауставила чехословачка екипа Спартака-Соколово из Прага и то у финалу. У првом мечу, у Београду, незване „Романтичарке“ су победиле са 3-2, али су у реваншу у Прагу изгубиле са 9-4 и постале вице-шампиони Европе. Након успеха из 1961. године ОРК Београд је дуги низ година био у самом врху југословенског рукомета, али се титуле нажалост није више домогао. Чак седам пута су биле друге и исто толико пута треће.
Међутим, своје неуспехе у првенствима, рукометашице ОРК Београда су надокнадиле у такмичењима за Куп Југославије. Биле су шест пута освајачи пехара и ист толико пута вице-шампиони. Међу изгубљеним утакмицама налазе се мечеви из 1965 године против загребачке Локомотиве , из 1969 против Трешњевке и 1978 против Осијека.
Први пут пехар освајача Купа Југославије у витрини ОРК Београда се нашао 30 новембра 1962 године када је савладана екипа суботичког Спартака, у Београду са 6-4. Тренер је, наравно, био проф. Станковић, а у победничком тиму су се нашле: Генчић, Чалић, Вићентић, Цветковић, Скокнић, Ђуран, Колар, Радуновић, Лонгиновић, Рилке и Миладиновић.
Годину дана касније, 1963 године ОРК Београд је поновио овај велики успех. У финалу је понобо савладан суботички Спартак са 6-5. Тим и тренер су били исти као и четири године касније када је у Кумровцу савладан нови противник, Раднички из Београда са 13-3.
1968. године велики пехар РСЈ поново долази на Карабурму, и по трећи пут је поражен Спартак. Београђанке су са резултатом од 15-8, најубедљивије до тада савладале противника. Екипа се променила – стигле су Зовко, Зечевић, Узуновић, Лончар, Радојчић, и Букурецки, поред стандардних играчица и тренера. И опет четворогодишња пауза до следећег тријумфа у Куп-у.
1972. је у финалу савладана Локомотива из Загреба са 11-9. Ово пето славље за ОРК Београд изборила је екипа из 1968 године.
У периоду од 1972-1977 ОРК Београд води тренер Симић Благиша, а у екипи су се десиле незнатне промене. Екипу напушта проф, Јасић и почиње да ради са млађим селекцијама заједно са Подраповић Драганом. Од тих година проф. Мира Јасић почиње да гради модерну школу рукомета. Што се прве екипе тиче она се котира између другог и седмог места.
1975. године јуниорке ОРК Београда постају прваци Југославије. Због распада екипе у сезони 1976-77 нашле су се у прволигашкој ватри. Комплетна јуниорска екипа: Главоњић, Петровић, Лукић, Зечевић, Стајић, Савић, Рашета, Анастасовска, Стокућа, Вујчић, Радовић, Грујић и Јовановић на челу са проф, Јасић прелази у прву екипу. На крају те сезоне заузимају шесто место у првенству, а у финалу Куп-а Југославије губе од Осијека.